# 重里村
重里村（しげさとむら）は、かつて岐阜県本巣郡に存在した村である。
瑞穂市重里に該当する。

## 歴史
- 1875年（明治8年）1月 - 本巣郡十五条村と大野郡三日市場村が合併し、重里村になる。
- 1889年（明治22年）7月1日 - 町村制により重里村が発足。
- 1897年（明治30年）4月1日 - 美江寺村、十七条村、十八条村と合併し、船木村となる。同日重里村は廃止。

## 学校
- 村に学校はなく、十七条村、十八条村、美江寺村とで、美江寺尋常高等小学校（現・瑞穂市立中小学校）を設けていた。